# Origny-le-Sec
Origny-le-Sec és un municipi francès situat al departament de l'Aube i a la regió del Gran Est. L'any 2007 tenia 606 habitants.

## Demografia

### Població
El 2007 la població de fet d'Origny-le-Sec era de 606 persones. Hi havia 252 famílies de les quals 69 eren unipersonals (28 homes vivint sols i 41 dones vivint soles), 81 parelles sense fills, 98 parelles amb fills i 4 famílies monoparentals amb fills.
La població ha evolucionat segons el següent gràfic:
Habitants censats

### Habitatges
El 2007 hi havia 286 habitatges, 252 eren l'habitatge principal de la família, 11 eren segones residències i 23 estaven desocupats. 282 eren cases i 3 eren apartaments. Dels 252 habitatges principals, 206 estaven ocupats pels seus propietaris, 39 estaven llogats i ocupats pels llogaters i 7 estaven cedits a títol gratuït; 8 tenien dues cambres, 25 en tenien tres, 81 en tenien quatre i 137 en tenien cinc o més. 197 habitatges disposaven pel capbaix d'una plaça de pàrquing. A 110 habitatges hi havia un automòbil i a 112 n'hi havia dos o més.

### Piràmide de població
La piràmide de població per edats i sexe el 2009 era:
| Homes | Edats   | Dones |
| ----- | ------- | ----- |
| 0     | 95 o +  | 0     |
| 0     | 90 a 94 | 0     |
| 0     | 85 a 89 | 12    |
| 4     | 80 a 84 | 0     |
| 0     | 75 a 79 | 16    |
| 20    | 70 a 74 | 16    |
| 16    | 65 a 69 | 12    |
| 16    | 60 a 64 | 8     |
| 8     | 55 a 59 | 20    |
| 24    | 50 a 54 | 48    |
| 44    | 45 a 49 | 28    |
| 16    | 40 a 44 | 16    |
| 32    | 35 a 39 | 24    |
| 8     | 30 a 34 | 16    |
| 8     | 25 a 29 | 16    |
| 16    | 20 a 24 | 4     |
| 24    | 15 a 19 | 20    |
| 24    | 10 a 14 | 24    |
| 20    | 5 a 9   | 12    |
| 16    | 0 a 4   | 4     |

## Economia
El 2007 la població en edat de treballar era de 398 persones, 288 eren actives i 110 eren inactives. De les 288 persones actives 241 estaven ocupades (142 homes i 99 dones) i 46 estaven aturades (17 homes i 29 dones). De les 110 persones inactives 45 estaven jubilades, 36 estaven estudiant i 29 estaven classificades com a «altres inactius».

### Ingressos
El 2009 a Origny-le-Sec hi havia 264 unitats fiscals que integraven 653 persones, la mediana anual d'ingressos fiscals per persona era de 17.870 €.

### Activitats econòmiques
Dels 10 establiments que hi havia el 2007, 1 era d'una empresa alimentària, 1 d'una empresa de construcció, 1 d'una empresa de comerç i reparació d'automòbils, 2 d'empreses de transport, 2 d'empreses immobiliàries i 3 d'empreses de serveis.
Dels 3 establiments de servei als particulars que hi havia el 2009, 1 era un taller de reparació d'automòbils i de material agrícola, 1 fusteria i 1 agència immobiliària.
L'únic establiment comercial que hi havia el 2009 era una fleca.
L'any 2000 a Origny-le-Sec hi havia 21 explotacions agrícoles que ocupaven un total de 2.100 hectàrees.

## Equipaments sanitaris i escolars
El 2009 hi havia una escola elemental.

## Poblacions més properes
El següent diagrama mostra les poblacions més properes.